# Evangelische Hochschule Tabor
Die Evangelische Hochschule Tabor ist eine staatlich anerkannte private Hochschule pietistischer Prägung in Marburg. Die Absolvierende des Abschlusses B.A. Theologie arbeiten in der Regel als Gemeinschaftspastoren in evangelischen Landeskirchlichen Gemeinschaften, als Mitarbeiter in der Jugendarbeit oder als Diakone in evangelischen Kirchengemeinden, in freien Werken der Evangelischen Allianz oder als Missionare im Ausland. Absolvierende des Studiensgangs B.A. Praktische Theologie und Soziale Arbeit arbeiten in der Regel im weiten Feld der sozialen Arbeit oder im gemeindepädagischen Bereich.

## Träger
Trägerin der Hochschule ist die Stiftung Studien- und Lebensgemeinschaft Tabor mit Sitz in Marburg. Sie gehört zum Evangelischen Gnadauer Gemeinschaftsverband, dem Dachverband der deutschen Gemeinschaftsbewegung innerhalb der Evangelischen Kirche und ist Mitglied im Diakonischen Werk in Kurhessen-Waldeck.

## Geschichte
Am 1. Mai 1909 wurde das „Brüderhaus Tabor“ durch Pfarrer Theophil Krawielitzki in Marburg-Wehrda als Einrichtung des Deutschen Gemeinschafts-Diakonieverbandes (DGD) gegründet. Im Jahr 1924 erfolgte der Umzug an den heutigen Standort im Marburger Stadtteil Ortenberg. In den Folgejahren wurde die Ausbildungszeit nach und nach von zwei auf vier Jahre erweitert. Nach 1933 nahm das Brüderhaus eine neutrale bis positive Haltung gegenüber dem NS-Staat ein. Von 1939 bis 1945 ruhte der Ausbildungsbetrieb. Prägender theologischer Lehrer in den 1950er Jahren war der Pfarrer Erich von Eicken. Von 1969 bis 1982 übernahm Pfarrer Theo Wendel die Seminarleitung, und von 1983 bis 1996 wurde die Ausbildung unter der Leitung von Werner Stoy weiterentwickelt, ab 2009 von Norbert Schmidt und seit 2024 von Torsten Uhlig. Mit der Aufnahme der ersten Frauen zum Studium wurde das Brüderhaus 1998 zum „Theologischen Seminar Tabor“. 1999 erfolgte die Anerkennung der Ausbildung im Rahmen des CTL-Konsortiums durch die Middlesex University in London mit dem Abschluss des B.A. in Theology. Im Januar 2009 wurde die Einrichtung vom Wissenschaftsrat als Hochschule akkreditiert. Am 18. Februar 2009 wurde sie daraufhin als Hochschule vom Land Hessen anerkannt und in „Evangelische Hochschule Tabor“ umbenannt.

## Studiengänge

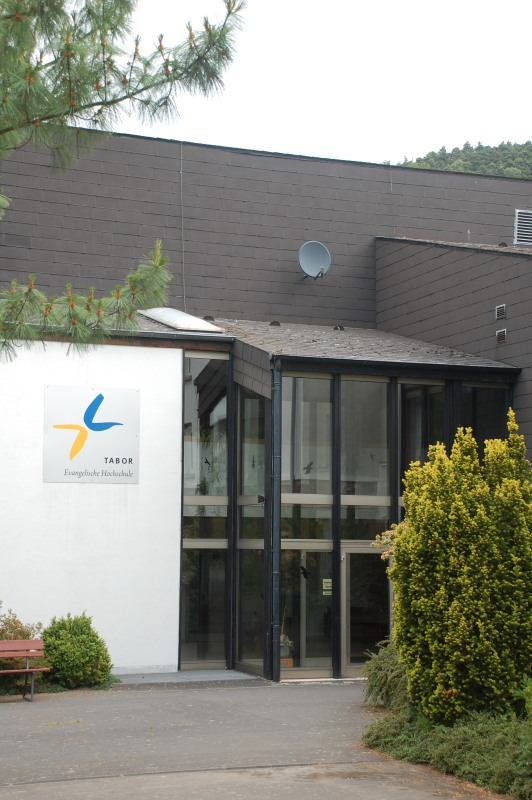
Das Seminargebäude der Evangelischen Hochschule Tabor

Als grundständige Studienangebote gibt es
- einen 8-semestrigen B.A. Evangelische Theologie (240 ECTS-Punkte), der für eine Tätigkeit als Gemeinschaftspastor(in), Jugendreferent(in) und ähnliches qualifiziert.
- einen 8-semestrigen B.A. Praktische Theologie und Soziale Arbeit (240 ECTS-Punkte) mit dem Abschluss als staatlich anerkannte(r) Sozialarbeiter(in)/Sozialpädagoge(in).
- einen 8-semestrigen B.A. Theologie, Sozialraum und Innovation (240 ECTS-Punkte) am Studienstandort Berlin in Kooperation mit dem Theologischen Studienzentrum Berlin.

Weitere Studiengänge sind in Vorbereitung. Alle Studiengänge sind von der Agentur für Qualitätssicherung durch die Akkreditierung von Studiengängen, AQAS e. V., akkreditiert.

## Verhältnis zum Theologiestudium an einer Universität
Nach den vom Wissenschaftsrat publizierten „Empfehlungen zur Weiterentwicklung von Theologien und religionsbezogenen Wissenschaften an deutschen Hochschulen“ bilden die „Evangelischen Fachhochschulen in freikirchlicher Trägerschaft“, zu denen dort auch die im Bereich der ev. Landeskirchen arbeitende Evangelische Hochschule Tabor gerechnet wird, „vorrangig pastorales Personal für die eigene Kirche aus“; die „theologische Arbeit“ sei „auf die Erfordernisse der freikirchlichen Gemeindepraxis fokussiert“. Nach Beschluss des evangelisch-theologischen Fakultätentages vom Oktober 2011 werden Studienleistungen an akkreditierten Fachhochschulen in freikirchlicher oder freier Trägerschaft für den Studiengang zum Ersten Theologischen Examen / Magister Theologiae zwar nicht pauschal, aber in begründeten Einzelfällen anerkannt. Die Evangelische Hochschule Tabor ist eine anerkannte Ausbildungsstätte für Diakone, außerdem für die Weiterbildung von Religionslehrern und von Katecheten.

## Einrichtungen
- Seit 2006 besteht eine Forschungsstelle Neupietismus.
- Die Hochschule betreibt
  - das Marburger Institut für Religion und Psychotherapie
  - und das Tangens-Institut für Kulturhermeneutik und Lebensweltforschung.
- Zum Wintersemester 2013/2014 wurde eine „Karl-Heim-Professur für Evangelisation und Apologetik“ eingerichtet.[7]

## Professoren und Dozenten
- Torsten Uhlig (Rektor; Altes Testament)
- Matthias Clausen (Apologetik und Evangelisation)
- Oleg Dik (Urbane Theologie und Soziologie)
- Bianca Dümling (Methoden und Theorien der Sozialen Arbeit)
- Detlef Häußer (Neues Testament)
- Heinzpeter Hempelmann (Systematische Theologie und Religionsphilosophie – Honorarprofessur)
- Kathinka Hertlein (Praktische Theologie)
- Stefan Kürle (Biblische Theologie)
- Frank Lüdke (Prorektor, Kirchengeschichte)
- Bernhild Pfautsch (Interdisziplinäre Grundlagen der Sozialen Arbeit)
- Samuel Pfeifer (Psychotherapie und Psychiatrie)
- Andreas Rauhut (Missionarische Kirchen und Gemeindeentwicklung)
- Norbert Schmidt (em. Rektor, Praktische Theologie und Missionswissenschaft)
- Michael Utsch (Religionspsychologie – Honorarprofessur)
- Roland Werner (Theologie im globalen Kontext – Honorarprofessur)

## Veröffentlichungen der Hochschule

### Hochschule allgemein
- Frank Lüdke, Norbert Schmidt (Hrsg.): Kopf und Herz vereint zusammen. Grundlinien pietistischer Hochschulbildung, Pietas et Scientia Band 2, wbg, Darmstadt 2023, ISBN 978-3-534-40742-2.
- Frank Lüdke, Norbert Schmidt (Hrsg.): Alter Wein in neuen Schläuchen (= Schriften der Evangelischen Hochschule Tabor. Band 10). LIT, Berlin / Münster 2020, ISBN 978-3-643-14579-6.
- Frank Lüdke, Norbert Schmidt (Hrsg.): „… dann komm jetzt nach vorne!“ – Evangelisation als mediale Inszenierung des Evangeliums (= Schriften der Evangelischen Hochschule Tabor. Band 8). LIT, Berlin / Münster 2017, ISBN 978-3-643-13997-9.
- Henning Freund, Frank Lüdke (Hrsg.): Alfred Lechler (1887–1971). Psychiatrie im Spannungsfeld von Glaube und Politik (= Schriften der Evangelischen Hochschule Tabor. Band 7). LIT, Berlin / Münster 2017, ISBN 978-3-643-13479-0.
- Frank Lüdke, Norbert Schmidt (Hrsg.): Pietismus – Neupietismus – Evangelikalismus (= Schriften der Evangelischen Hochschule Tabor. Band 6). LIT, Berlin / Münster 2017, ISBN 978-3-643-13482-0.
- Thorsten Dietz, Henning Freund (Hrsg.): Gebet und Erfahrung. Aufsatzsammlung  (= Schriften der Evangelischen Hochschule Tabor, Band 5), LIT, Berlin / Münster 2015, ISBN 978-3-643-12877-5.
- Frank Lüdke, Norbert Schmidt (Hrsg.): Evangelium und Erfahrung. 125 Jahre Gemeinschaftsbewegung(= Schriften der Evangelischen Hochschule Tabor, Band 4), LIT, Berlin / Münster 2014, ISBN 978-3-643-12272-8.
- Frank Lüdke, Norbert Schmidt (Hrsg.): Die neue Welt und der neue Pietismus. Angloamerikanische Einflüsse auf den deutschen Neupietismus (= Schriften der Evangelischen Hochschule Tabor. Band 3). LIT, Berlin / Münster 2012, ISBN 978-3-643-11534-8.
- Michael Frost, Reinhard Brunner (Hrsg.): Freiheit entdecken. Impulse für missionales Christsein und Gemeindearbeit (= Schriften der Evangelischen Hochschule Tabor. Band 2). LIT, Berlin / Münster 2010, ISBN 978-3-643-10615-5.
- Frank Lüdke, Norbert Schmidt (Hrsg.): Was ist neu am Pietismus? Tradition und Zukunftsperspektiven der Evangelischen Gemeinschaftsbewegung (= Schriften der Evangelischen Hochschule Tabor. Band 1). LIT, Berlin / Münster 2010, ISBN 978-3-643-10485-4.
- Frank Lüdke (Hrsg.): Glaube in Erfahrung. Theologische Studien, 100 Jahre Tabor, eine starke Gemeinschaft wächst weiter. Stiftung Studien- und Lebensgemeinschaft Tabor, Francke, Marburg 2009, ISBN 978-3-86827-035-8.

### Tangens-Institut für Kulturhermeneutik und Lebensweltforschung
- Heinzpeter Hempelmann / Benjamin Schließer / Corinna Schubert / Markus Weimer (Hrsg.): Handbuch Bestattung. Impulse für eine milieusensible kirchliche Praxis (Kirche und Milieu Band 3), Neukirchen 2015.